# Pelayo
Pelayo är en udde i Antarktis. Den ligger i Västantarktis. Argentina, Chile och Storbritannien gör anspråk på området.
Terrängen inåt land är kuperad norrut, men söderut är den bergig. Havet är nära Pelayo åt nordväst. Trakten är obefolkad. Det finns inga samhällen i närheten. 